# Яденица
 За защитената зона вижте Яденица (защитена зона).  За планирания язовир вижте Яденица (язовир).
Яденица е река в Южна България – Област Пазарджик, община Белово, десен приток на река Марица. Дължината ѝ е 26 km. Отводнява крайните източни склонове на Рила (рида Раковица) и северозападните части на рида Алабак в Западните Родопи.
Река Яденица води началото си от 1992 m под името Куртовско дере на 1,7 km северно от бившата хижа „Христо Смирненски“ в местността Чакърица в Източна Рила. В началото тече на юг сред обширната „Вълча поляна“, югоизточно от хижата завива на изток, а впоследствие на североизток и протича в тясна, дълбоко всечена долина, която се приема за орографска граница между Рила и Родопите. При село Голямо Белово има малко долинно разширение и 3 km по-надолу се влива отдясно в река Марица на 317 m н.в. в границите на град Белово.
Площта на водосборния басейн на реката е 138 km2, което представлява 0,26% от водосборния басейн на Марица.
Основни притоци: → ляв приток, ← десен приток
- ← Гюрчево дере
- → Самарско дере
- → Бачийско дере
- ← Базенишко дере
- ← Юндолска река
- ← Скрийница
- → Султанско дере
- → Чавдарско дере
- ← Петракиево дере
- ← Беловодско дере (най-голям приток)

Реката е със снежно-дъждовно подхранване, като максимумът е в периода април-май, а минимумът – септември. Среден годишен отток при град Белово – 1,25 m3/s. Средната годишна температура на речните води е 7,6 °C.
В долното течение на реката са разположени две населени места: село Голямо Белово и град Белово.
Водите на реката са използвани в миналото за задвижване на шест воденици, тепавица, бичкиджийница и 11 чарка. Изгражда се язовир „Яденица“, от който чрез тунел част от водите на реката ще се прехвърлят в язовир „Чаира“, част от Каскадата „Белмекен-Сестримо-Чаира“. В долното течение водите ѝ слабо се използват за напояван⅝е и повече за промишлено водоснабдяване на целулозно-хартиения комбинат в Белово.
По долината на реката от горното ѝ течение до град Белово, на протежение от 21 km преминава участък от третокласен път № 842 от Държавната пътна мрежа Юндола – Белово.

## Топографска карта
- Лист от карта K-34-72. Мащаб: 1 : 100 000.
- Лист от карта K-35-61. Мащаб: 1 : 100 000.